# Diagonální pneumatika

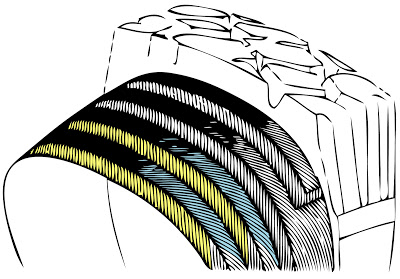
Průřez diagonální pneumatikou

Diagonální pneumatika představuje typ pneumatiky, kde kostra pneumatiky, tedy forma uspořádání pneumatikového kordu, je seřazena diagonálně. To znamená, že kostra pláště diagonální konstrukce pneumatiky je tvořena několika vrstvami kordových vložek, jejichž směry vláken se vzájemně kříží a ubíhají šikmo od patky k patce.
V dnešní době se tento typ pneumatiky téměř nepoužívá. Nevýhody diagonální stavby pneumatiky v porovnání s radiální pneumatikou jsou:
- Nižší hodnota boční smykové tuhosti.
- Horší mechanická účinnost přenosu hnacích sil kvůli menší styčné ploše pneumatiky s vozovkou.
- Menší adheze pneumatiky s vozovkou v zatáčkách.
- Nižší životnost pneumatiky.
- Ale má též výhodu – menší hlučnost a větší komfort